# کیوکو هاماگوچی
کیوکو هاماگوچی (انگلیسی: Kyoko Hamaguchi؛ زادهٔ ۱۱ ژانویهٔ ۱۹۷۸) کشتی‌گیر زن اهل ژاپن است.